# سوپریور (آریزونا)
سوپریور (به انگلیسی: Superior) شهری در شهرستان پینال ایالت آریزونا است که در سرشماری سال ۲۰۱۰ میلادی، ۲٬۸۳۷ نفر جمعیت داشته است. سوپریور، به‌طور رسمی در تاریخ ۱۹۷۶ میلادی به‌عنوان یک شهر شناخته شد.